# 新界區專線小巴82M線
新界區專線小巴82M線是由新泰專線小巴有限公司營辦的一條專線小巴線，來往象山及荃灣（兆和街）。

## 簡介及歷史
本路線於1982年5月16日配合地鐵荃灣線通車投入服務，是81及82的專線小巴營辦商為對抗紅色公共小巴（象山至荃灣海壩街）的競爭，而由82號線分拆出來。
當本線投入服務時，由於同一營辦商的81M（石圍角（石翠樓）至荃灣（兆和街））派出超過三十部小巴行走，導致沒有額外的小巴可供使用，因此初時本線只派3部小巴行走。由於受到紅色公共小巴以頻密班次和相近路線作競爭，近年營辦商早已將重心放於81M，平日大多以1-2部小巴行走，只於假日才加派小巴行走本路線，因此乘客大多改以紅色公共小巴出入象山邨。

## 服務時間及班次
- 每日
  - 象山開：05:45-23:00（12-20 分鐘一班）
  - 荃灣（兆和街）開：06:30-23:45（12-20 分鐘一班）

## 收費
- 全程收費：$4.2
- 分段收費：
  - 象山往來石圍角：$3.6
  - 石圍角往来荃灣（兆和街）：$3.6

（本路線接受八達通繳費服務，若繳付短程分段收費，請通知車長調校八達通機）

## 行車路線
往荃灣（兆和街）： 象山邨西路，和宜合交匯處，三棟屋路，二陂圳路，石圍角路，蕙荃路，廟崗街，城門道，青山公路，眾安街，街市街，川龍街及兆和街。
往象山：兆和街，眾安街，沙咀道，德士古道，德士古道北，荃錦交匯處，蕙荃路，石圍角路，二陂圳路，三楝屋路，和宜合交匯處及象山邨西路。

## 用車
本線車隊全數採用豐田Coaster小巴行駛。

## 外部連結
- 681巴士總站 （页面存档备份，存于）